# Glungezer
Der Glungezer ist ein Berg in den Tuxer Alpen in Tirol, südöstlich von Innsbruck.

## Lage und Landschaft
Der Gipfel des Glungezer hat eine Höhe von 2677 Meter über dem Meeresspiegel. Damit überragt er den benachbarten und viel bekannteren Patscherkofel um über 400 Meter. Von Innsbruck aus ist allerdings nur die Sonnenspitze (2639 m), ein ca. 500 m nordwestlich vorgelagerter Nebengipfel zu sehen. Das Glungezer-Gipfelkreuz befindet sich etwa 70 m nördlich seines Gipfels.

## Geologie
Der Gipfel des Glungezers wird aus niedriggradig metamorphen Gesteinen, so genannten Quarzphylliten gebildet. Nördlich des Gipfels liegen höhergradig metamorphe Gesteine, zum größten Teil Gneise des Patscherkofel-Glungezerkristallins.

## Geschichte

### Namensherkunft
Der Name „Glungezer“ (Schreibweise historisch auch Glunggezer) dürfte auf eine lautmalerische Nachahmung von glucksendem Wasser zurückgehen. In einer Mulde oberhalb der Tulfeinalm, aber auch an anderen Stellen, fließt das Wasser teilweise unsichtbar glucksend zwischen und unter den Felsblöcken dahin.

### Flugunfall
Am 29. Februar 1964 kollidierte eine Bristol Britannia 312 der British Eagle International Airlines in 2600 Metern Seehöhe mit der Ostflanke des Glungezer. Die Maschine befand sich im Landeanflug auf Innsbruck. Sie flog nach Sichtflugregeln. Es gelang den Piloten aber nicht, die Wolken zu durchbrechen. Alle 75 Passagiere und acht Besatzungsmitglieder kamen dabei ums Leben. Das in den Berg geflogene Flugzeug löste eine Lawine aus, die die meisten Trümmerteile 400 m tiefer riss. Selbst die Wirtsleute der nur einige hundert Meter von der Absturzstelle entfernten Glungezerhütte bekamen auf Grund des tobenden Sturms den Absturz nicht mit.

### Bundesheer
In der Gipfelregion befindet sich eine großteils unterirdische Anlage zur militärischen Luftraumüberwachung. Im Jahr 1977 wurde begonnen, am Glungezer eine Netzfunkstelle als Teil des Luftraumüberwachungssystems Goldhaube zu installieren (initiale Kosten: 14.536.000 ATS, entspricht inflationsangepasst 3.100.000 EUR).

## Erschließung
Unweit des Gipfels liegt zwischen Glungezergipfel und Sonnenspitze auf 2610 Metern Höhe die Glungezerhütte der Sektion Hall in Tirol des Österreichischen Alpenvereins. Die Hütte ist vor allem im Winter ein beliebtes Ziel von Skitourengehern. Auf der markierten Skiroute ist der Glungezer ohne große Schwierigkeiten und Gefahr durch Lawinen zu ersteigen. Im Sommer gewinnt die Glungezerhütte zunehmende Beliebtheit als Stützpunkt mehrerer Weitwanderwege (Via Alpina, Adlerweg, Traumpfad München-Venedig, Glungezer&Geier-Weg, Olympiaweg und Zirbenweg). Auch ein Klettersteig (Schwierigkeit C) führt zur Hütte bzw. zum Gipfel der Sonnenspitze.
Die Nordseite des Glungezers wird durch die Glungezerbahn erschlossen. Die Talstation liegt in Tulfes, die höchste Bergstation in unmittelbarer Nähe des 2311 Meter hohen Schartenkogels. Im Winter ist dies ein beliebtes Familienskigebiet und Skitourengebiet mit nicht zu anspruchsvollen Pisten und Skirouten.